# Golden Beach (Madras)
Pour les articles homonymes, voir Golden Beach.
Golden Beach est une plage située dans le golfe du Bengale, à Madras, en Inde. Le VGP Golden Beach est une attraction touristique majeure à Chennai. Il est situé sur l' East Coast Road, la route balnéaire qui relie Chennai à Cuddalore en passant par Pondichéry.